# Mara Bizzotto
Mara Bizzotto (ur. 3 czerwca 1972 w Bassano del Grappa) – włoska polityk i samorządowiec, posłanka do Parlamentu Europejskiego VII, VIII i IX kadencji, senator.

## Życiorys
W latach 80. pomagała w prowadzeniu rodzinnego baru, zakładała lokalną organizację kibiców klubu piłkarskiego A.C. Milan. Z wykształcenia technik handlowy, kształciła się też na kursach księgowych. W 1993 została radną gminy Rosà z ramienia Ligi Północnej. Później zasiadała w radzie Tezze sul Brenta, a w 2000 i 2005 była wybierana do rady regionu Wenecja Euganejska.
W wyborach w 2009 uzyskała z listy LN mandat posłanki do Parlamentu Europejskiego VII kadencji. Została członkinią grupy Europa Wolności i Demokracji oraz Komisji Zatrudnienia i Spraw Socjalnych. W 2014 i 2019 uzyskiwała reelekcję na kolejne kadencje.
W 2022 została natomiast wybrana w skład Senatu.